# جودي كونور
جودي كونور (بالإنجليزية: Jodie Connor)‏ هي مغنية وشاعرة بريطانية، ولدت في 8 مايو 1981.

## وصلات خارجية
- الموقع الرسمي
- جودي كونور على موقع ميوزك برينز (الإنجليزية)
- جودي كونور على موقع ديسكوغز (الإنجليزية)